# Umiujaqs flygplats
Umiujaqs flygplats är en flygplats i Kanada, vid byn Umiujaq. Den ligger i den östra delen av landet, 1 200 km norr om huvudstaden Ottawa. Umiujaq ligger 71 meter över havet.